# ダイバージェンス・イヴの登場人物
この項目では、テレビアニメ『ダイバージェンス・イヴ』および『みさきクロニクル 〜ダイバージェンス・イヴ〜』の登場人物について述べる。記述はアニメおよび小説に準拠する。

## セラフィム候補生
紅葉 みさき（くれは みさき）
声：かかずゆみ
出身：日本
年齢：18歳
身長：162cm
スリーサイズ：B93・W54・H84
血液型：A型
本作の主人公。控え目な成績で訓練校を卒業したにもかかわらず、なぜかエリート部隊「セラフィム」の候補生に選ばれてしまう。
幼少時に母・アカリは他界、父・十三も軍の仕事で太陽系を離れたため、アカリの兄（小説版では、「父の友人」を名乗る軍の選んだ専門の養育官）に育てられるが、十三は殉職。父の葬儀の後、学校卒業後に彼（彼ら）の元を離れる事を決意し、以後天涯孤独の身となる。
あまり裕福ではない家庭で育ったため、安定した収入が得られる事を理由に、父が事故死する前に働いていた「ウォッチャーズ・ネスト」への配属を志望している。
セラフィム候補生となる前は、正規の士官学校生ではなく、下士官を養成する予備コースの実習生で、成績もあまり芳しい方ではなかった。
その事もあってか、候補生の中ではダントツの落ちこぼれだが、何事も前向きに取り組む。
好きな食べ物はうどん。士官学校時代には、学校付近の讃岐うどん屋でアルバイトをしていた。
笑顔を絶やさない明るい性格で、辛い事があってもそれを表に出そうとはしないが、反面、内に篭りやすく、精神的にショックを受けると酷く落ち込む傾向がある。
父・十三はケスラー遺伝子を組み込まれたデザイナーズ・チルドレンであり、その娘であるみさきは、グールが人類に残したケスラー遺伝子をもつ第二世代。
みさきがセラフィム候補生に抜擢されたのはこのためである。そのため、自身の体に内在する遺伝子の作用により優れた確率予測能力を持っている。
そして、その肉体はグールに近い存在「変容体」へと変貌する。交差する宇宙をつなぐ特異点。セラフィム配属時の階級は少尉。
- アニメ

グールとの接触後、ルブランにより自身の存在における真実を知ってからは、データ解析のため様々な検査を受けさせられ、自身の中に潜むもうひとつの存在「変容体」に怯える事となる。
研究のモルモットとして扱われる事に恐怖と嫌悪感を覚え、更には信頼していたバーナードに利用されていた事を知って人間不信に陥りかけてしまう。
それらが原因で、一時はウォッチャーズ・ネストから逃げ出そうとした事もあったが、やがて仲間達のために戦う事を決意する。
しかし、最終決戦にてグールと一体化した事で、幼女の姿と、グール・スペキュラー（変容体）の姿に分裂。
大切な人々が失われていく現実に耐えられず、時間軸に干渉して、そういった悲しい出来事を改変しようとしてしまう。
だが、ライアー達の説得によって結局はその干渉も無意味だと悟る。
量子コアの中心核でグールに囚われていたが、ライアーやキリ達の力によって救出され、戦線に復帰。
父・十三との邂逅を経て、グールと再び対峙するが、宇宙を呑み込もうとするグールの真意に気づき、自身の力を使ってそれを阻止し、時空を改変する。
しかし、その代償として、ライアー達のいる時空から存在を消してしまう。
70年後、惑星移民計画のため再びウォッチャーズ・ネストにやって来たライアーのみさきを信じる心により、再び同時空に現れる。
幼い頃から、軍務により已む無く一人任地へ旅立った父を健気に待ち続けた一方で、深層意識では「父に置き去りにされた」という悲しみを抱いており、後に父の歩んだ道を進もうとしたのに大きく関係している。

- 小説

アニメ版に比べて、言葉遣いがやや丁寧になっている。
自分が被験者としてセラフィム候補生に選ばれた事は知らないが、任務を通して自身の異質な能力を自覚してゆく。
バーナードに利用される事もなく、ルブランに自分がデザイナーズ・チルドレンの第二世代である事を知らされなかったためか、アニメにおける「悲しい・辛い事に対して塞ぎ込みやすい」といった部分はなりを潜めている。
アニメ版の五十鈴同様、辛い事があってもそれを受け入れるべきだと考えており、アニメとは対照的な考えを持っている。
また、あまり好きではなかった宇宙食（野戦食）も平気で平らげており、他の候補生達を驚かせている。
スサーナとは、彼女が除隊するまでの間、個人的に話をする事が多く、彼女の境遇の片鱗を知る事になる。
悲しみのあまり暴走しかけた五十鈴を諭したり、ルクサンドラの死にショックを受けながらも、傷心を隠して中心核への突入部隊に志願するなど、アニメよりもやや精神的に強い一面が描かれている。
一方で、苦悶や悲哀の感情を表に出そうとしない、いわゆる強がりなところがあり、その事についてライアーに暗に指摘されている。
エクソダス・プロジェクトの際にグールと一体化する寸前、自身の力によって「時間のリセット」を食い止める事に成功するが、それと引き換えに自身の存在を失ってしまう。
スサーナ・ブルースタイン
声：小林沙苗
出身：英国
年齢：18歳
身長：163cm
スリーサイズ:B90・W56・H86
血液型：B型
代々優秀な軍人を輩出してきた名門家系の娘。両親も共に軍人であり、その家系に倣い、軍人となるべく育てられるが、本人は至って普通の少女。
エンジニアになる事が夢だったが、両親、特に父親からは軍人になる事を望まれ、自身もそれに逆らう事ができず、エンジニアに近い職業という事でランパート・アーマーのパイロットを志願していた。候補生の中では座学に優れる。本人曰く、物理が得意で、機械のデザインにも興味があると語っている。
セラフィム候補生に選ばれたのには、軍人家系の推薦が関係していた模様。
インテグラル・システムに最も適性があると判断され、セラフィムの正規隊員に選出されるが、グールに襲われたショックでインテグラル・システムの適合実験で拒否反応を起こした（小説版では、インテグラル・システムの予備訓練中にグールと接触した）事で、隊員を自ら辞退する。
その後、秘密保持のため記憶消去手術を受け除隊、皮肉にも、仲間との記憶を手放し正規隊員を辞退した事は、それまで親の言いなりで軍の道を進んで来た彼女が、初めて自分の意思で自分の道を決定した結果によるものとなった。セラフィム配属時の階級は准尉（アニメ版での呼称は「候補生」のまま）。
- アニメ

手術後は、手術による後遺症やショックから完全に回復していないため、地球送還前に軍関係の末端組織に配属され監視されており、みさきやキリとも寂しい形で再会を果たしている。
その後、軍に呼び戻され（軍籍に復帰した訳ではない）、ライアー、キリと共に量子コア内へみさきの探索にあたる事となる。
記憶の抑圧が完全でないため、時折記憶が戻り掛けていたが、メディカル・ルーム内で自身の手術記録を見つけた事で、自分の消された過去を知った。
その事で一時は困惑するものの、「今度は逃げない」と、ライアー達と共に進む事を決意、エクソダス実行のための重大な任務を与えられる。
エクソダスの後、惑星移住計画の再開に向けた恒星間宇宙船のエンジニアリング部門に志願し、職員として計画に参加する事となる。
- 小説

アニメ版と同じ理由で記憶の抑圧が働いているかを監視するため、ウォッチャーズ・ネスト居住区で機械整備の作業員として働いていた。
記憶が最後まで戻る事はなかったが、ライアーの計らいにより、父親とのわだかまりを解消する機会を得る。
ルクサンドラ・フレイル
声：高木礼子
出身：メキシコ
年齢：23歳
身長：170cm
スリーサイズ：B95・W60・H89
血液型：AB型
叩き上げのエリートで、候補生の姉御的存在。大抵の事には動じないが、注射が大の苦手であり、本人曰く「身を切り裂かれるような思いがする」との事。
他の候補生からもその事でからかわれる事がしばしばある。
候補生の中ではトップの実力を誇り、セラフィムの正規隊員に最も近い人物とされるが、本人は自らの能力の高さを鼻に掛けるような事はせず、訓練で失敗を繰り返すみさきの事も仲間と認め、励ましの言葉をかけている。ちなみに、士官学校時代から自他共に認めるリーダー格として他の生徒達の中でも飛びぬけた存在だった。
元は天文学者を目指す理論物理コースの学生であった事が小説にて明かされている。7年前にセミナーの一環として中型惑星間宇宙船で木星に向かう途中、小惑星の破片が船首都にいたルクサンドラ達を直撃。彼女の顔の傷はこの時に出来たものである。小惑星に付着していたウイルスに感染する者が現れ現場は深刻な状況に立たされるが、抗生物質を届けに来た宇宙船のパイロット（ライアー）によって事態は事なきを得る。事故後、そのパイロットの名を知り、当初は否定的な印象を抱いていた軍人に対する考えを改める事となる。以来、ライアーに対しては尊敬と憧れの眼差しを向けており、その事が彼女のセラフィム志望動機となっている。
ちなみに、顔の傷は医療技術で消す事も可能だが、当時の自分の決意を忘れぬようにと敢えて残している。
候補生として抜擢されたのは、それまで通っていたギムナジウムから士官学校に転籍して以降、不断の努力を重ねてきた結果によるものである。
実家が高層マンションにある事から、比較的裕福な生まれであると推察される（環境破壊の影響による水位の上昇で陸地は年々水没が進んでいるため、富裕層に近いほど高地に住宅を構える傾向にある）。
- アニメ

スサーナの除隊後、みさきやキリと共にセラフィムに配属されるが、グール迎撃の際にグールに襲われ、非業の死を遂げる。
セラフィム配属時の階級は少尉。改変後の世界では、任務中に起こった事故で殉職した事になっている。
- 小説

士官学校在籍時からパイロットを志望していたため、自機の位置を把握できるよう常に星の位置を覚える習慣を身につけている。
強化インテグラルシステムが導入されてからは、みさきやライアー達ばかりに無理をさせたくないという思いから、インテグラル・システムのシミュレーションを行っていた。
その甲斐もあって、僅か数日で能力を向上させたが、任務中にグールと接触。
訓練によって鋭敏になっていた感覚が、ルクサンドラ自身をみさきの知覚に対する一種の中継機に変え、みさきとグールが直接接触する事となってしまう。
最終的にグールに喰い殺されMIAとなり、中尉に一階級特進。
生前、彼女が実家に送っていた手紙に同封されていた写真が、ライアーとキリにみさきの存在を確信させる事となる。
キリ・マリアレーテ
声：水沢史絵
出身：ニュージーランド
年齢：18歳
身長：165cm
スリーサイズ：B89・W54・H85
血液型：O型
候補生一の体育会系少女。ルクサンドラに比べ技術的には劣るものの身体的なポテンシャルでは引けを取らない、いわゆる「天才肌」。
候補生に選抜されたのも、持って生まれた才能を活かし、優秀な成績を修めたためである。
自室やセラフィム区画内のトレーニング・ルームでよく体を鍛えている。セラフィムの志望動機は、本人曰く、「強くなって、弱い人達を守るため」。
正規隊員への欲望が強く、スサーナやルクサンドラを密かにライバル視している一方、候補生の重圧を感じてないお気楽なみさきに対しては羨望の眼差しで見ている。男勝りで負けず嫌いなため、憎まれ口をたたくこともしばしばだが、根は憎めない。セラフィム配属時の階級は少尉。
少々乱暴な言葉遣い（一人称を除き、殆ど男言葉である）が特徴。地球に、弟を残してきている。
『みさきクロニクル〜』ではライアーらと共に、エクソダス・プロジェクトで地球圏へと戻り、時間障壁に覆われた地球を探索する事となる。
アニメと小説では異なる運命を辿る。
元は環境悪化や太陽圏内移民計画の失敗によって生じた経済難民で、両親は子供の頃に死亡しており、唯一の肉親である弟と共に国連の保護観察キャンプで幼少時代を過ごしていたという過去を持つ。軍に志願した動機にはこの事も少なからず関係している。
本来の時空においては、みさきとはセラフィム候補生になってから初めて顔を合わせたが、『みさきクロニクル』第2話における世界では野戦訓練で、みさき、キリ、ルクサンドラとチームを組んでいる。
両親がいないみさきは恵まれた環境で育ったスサーナやルクサンドラよりも親近感を抱く存在であり、心の奥底では優しく接したいと考えてはいるが、キリ自身がそれを口に出して言えない照れ屋で、同じように厳しい環境から這い上がった者として、彼女の能天気さに少々苛立ちを覚えており、厳しい言葉を浴びせる事もあった。
小説では生還を果たし、10年後に大尉に昇進、ライアーが艦長を務める宇宙船に副長として同行するが、アニメではみさきを庇ってグールの攻撃を受け戦死している。
また、アニメではみさきの存在証拠の写真を家族に送ったのはルクサンドラではなくキリで、彼女の弟がライアーに渡した写真にみさきが写っている。
この写真が、ルクサンドラの母親から「同期の二人の訓練生」という言葉を聞き揺らいでいたライアーの「みさきの存在を信じる心」を確かなものにする。

## セラフィムとウォッチャーズ・ネストの人々
ライアー・フォン・エルティアナ
声：木内レイコ
出身：ドイツ
年齢：29歳
身長：168cm
スリーサイズ：B94・W59・H88
セラフィムのコマンド・リーダーを務める女性。気さくな人柄で部下からの信頼は厚い。
しかし、三十路を迎えようとしていながら、未だに独身で、何度もお見合いを繰り返しているもののことごとく失敗しており、恋愛面においては悲惨な私生活を送っている。
その事もあってか結婚願望は強く、本人曰く「結婚するまで死ねるか」との事。階級は大尉（司令部部転属後に少佐に昇進）。
みさきから「馬のような食べっぷり」と形容される程の大食漢で、あまり美味ではないとされる宇宙食も平気で何皿も平らげてしまう。
パイロットとしての力量は常人離れしており、彼女がいなければセラフィムは早々と崩壊していたかもしれないとされる程。
最年少参謀として司令部に転属する事になり、それを受けて彼女の代替要員候補として選ばれたのがみさき達である。
- アニメ

エクソダスの後は、殉職した部下の実家に自ら遺品を届け、10年後に再開された惑星移民計画の恒星間宇宙船の船長に就任、再びウォッチャーズ・ネストへと向かう。
到着した時点で既に60年（但し、他2名の乗員と交代で起きるため、ライアー自身が感じていた時間は20年）もの時間が流れていたが、再びみさきと再会を果たす。
改変後の世界では、ケスラープロジェクトの13人目の被験者はライアーとなっている。
ただし、彼女のインテグラルシステムへの適応度の高さや、常人離れしたパイロット能力は改変前後の世界では変わらない（ちなみにライアーの幼少時に関する話は本作では語られていない）。
『みさきクロニクル』では、彼女の視点で物語が進む事も多く、作品の第二のキーパーソンとも言える。
- 小説

アニメと異なり、ライアー自身がみさき達の訓練監督を務めている。みさき達候補生が皆自分より若い女性だった事に対する嫉妬もあり、当初はあまり快くは思っていなかったが、訓練を課し任務を共にこなすうちに、次第に彼女らを部下として認めるようになる。
度重なるグールの襲来により量子障壁を展開するレーザーポストが損傷したため、強化型インテグラルシステムを使用するが、その影響で幾度も人事不省に陥ってしまう事もあった。エクソダスから10年後、恒星間宇宙船の船長に就任。副長を務めるキリと共に、再びウォッチャーズ・ネストを目指し、旅立つ。
第1巻冒頭では、彼女がまだ新米士官だった頃のエピソードが描かれている。
コトコ-01/コトコ-02
声：松来未祐
スリーサイズ:B65・W42・H67（コトコ-01）
身長：135cm（コトコ-01）/146cm（コトコ-02）　※コトコ-00は154cm
セラフィム配属のサポートアンドロイド。「コトコ」とは、「コトコ・タイプ」という対テロ戦用を意識した少女型アンドロイドの通称名。
予備戦闘員という扱いではあるが、人間以上の身体能力を持ち、特に、重火器を使用した射撃能力に優れる。
また、破壊されてもメモリーが無事であれば修復が可能。性格（仮想人格）は無邪気で、言動も人間の少女と殆ど変わらない。
『ダイバージェンス・イヴ』終盤で、グールとの戦闘により破壊されてしまったが、『みさきクロニクル』ではバージョンアップしたコトコ-02として登場している。
尚、コトコ-02はコトコ-01の仮想人格や記憶データは受け継いでいるが、ボディはフレームから新調されている。
過去に、「コトコ-00」というタイプが存在するが、製造から間もないため、人間を模倣したしぐさや感情表現は組み込まれていない。
小説では、戦闘で破壊されなかったため、コトコ-01のままである。
プリム・スノーライト
声：佐藤利奈
出身：スウェーデン
年齢：18歳
身長：159cm
スリーサイズ：B104・W57・H90
4つの博士号を所持する才媛少女。コンピュータより正確な論理を導き出すセラフィムのブレーンだが、反面、運動能力は極端に低い。
セラフィム内では特殊な位置に配置されており、技術部主任研究員の他、医務局やインテグラルシステムの調整に関する直接の責任者も務めている。
ルブランの片腕的存在で、ケスラー・プロジェクトの被験者であるみさきの研究も行っている。階級は少尉。
遺伝子操作によって生まれたデザイナーズ・チルドレンで、自身の持つ能力もそれによるものであるらしい。
実は後天的な影響でどれだけ差を生じるかを検証するためルブランと同一の遺伝子から作り出された個体であり、ルブランの遺伝上の妹と言える存在。
グールの遺伝子を持たないため、自分の事を不完全な存在だと思っており、グールの遺伝子を持つみさきが未来を見届ける事を希望している。
みさきをモルモットとして扱う事に対し、次第にその事で葛藤や罪悪感、同情を抱き始め、ルブランに服従する事を止めようと決意する。
- アニメ

ルブランの野望を阻止すべくヴェルンスにエクソダス・プロジェクトを提案するが、ルブランにその事を利用されてしまう。
しかし、とっさに機転を利かせインテグラルシステムと同期、エクソダス発動後は行方不明となっていた。
その後、再び現れたウォッチャーズ・ネストから、インテグラル・システムを介してライアー達にみさきの居場所を教える。
システムと長時間同期していたため、助け出された時は昏睡状態となっており、メディカルルームで休ませられていたが、コトコー02によって再びシステムと同期。
ルブランに強い精神的干渉を与え、その隙にみさきに彼を攻撃させたが、その際に脳に強い反動を受け死亡した。
改変後の世界では生存こそはしているものの、ネストには派遣されていない。
しかしながら、ケスラー・プロジェクトには関わっているらしく、ルブラン（ジャラベール）に付き従っている。
- 小説

ルブランに逆らえない自分に葛藤する姿が本編よりも深く描かれている。ルブランと遺伝上の兄妹関係にある事については言及されていない。
エクソダス・プロジェクトが発動する中、一人ネストに留まり、精神体と化したルブランの野望を阻止したが、脱出はせず、そのままネストで死を迎えた。
ジャン・リュック・ルブラン
声：子安武人
出身：フランス
年齢：35歳
身長：182cm
ウォッチャーズ・ネスト技術主任で、実質上、ウォッチャーズ・ネスト内の主要な部門を陰で支配している人物。軍における階級は少佐。
常に冷静沈着な性格の持ち主で、それゆえに周囲の人物を苛立たせる事もある。
グールに異常なまでの執着を示しており、そのためにみさきを利用している。
電子出版化（この世界の書籍の大部分は電子メディアで出版されている）が望めない危険な研究記録や秘蔵本の類を所持する。
プリム以外にも公式・非公式を問わず多数の部下や協力者が存在しており、作中でも、その一人と思われる人物と連絡をとっている姿が描かれている。
本名をジャラベールと言い、公式に遺伝子工学を専攻するアルケミーの重要人物として記録されている。
そのため、目立つ事を避ける必要から「ルブラン」という架空の人物に成りすましている。実は遺伝子操作によってどこまで理想的な個体に迫れるかという実験の一環として、無数の遺伝子の中から優れた遺伝情報を持った部分だけ寄せ集めた遺伝子を基に生まれた「人為的な天才」。
実験体として生み出され、純粋に研究対象としてみなされてきたその過去は、現在のルブランの性格に多大な影響を与えており、人間を「在来種」と呼ぶところに、その片鱗がうかがえる。
しかし、卵子提供者という以上の母という存在を持たずに育ったため、自分の母を神にも等しい英知と考えており、その偶像として自室に置かれたモニュメントを「ママ」と呼び崇拝するなど奇妙な一面も持つ。
みさきを通してグールから宇宙の全ての知識を得る事が真の目的。つまりグールと同一レベルの存在になる事で、神の知識とも呼ぶべきものを得ようとしていた。
しかし獲得できたのはその知識の断片であり、入り口にあたるものでしかなかった。
- アニメ

エクソダスの際に死亡したかと思われたが、実際は情報の奔流によって傷を負ったものの生存しており、身体の一部をサイボーグ化していた。
『みさきクロニクル』にてコンピュータに人格や記憶を転写した、自身の分身と呼べる存在がウォッチャーズ・ネストのクルー達の前にモニターを介して度々登場している。
これは再び多量の情報が流入した時、同じ失敗を繰りかえさないよう、情報量に耐えられるもう一人の自分を用意する必要があったためである。
プリムとみさきにより肉体を失うが、あらかじめ作成していた同位生命体によって変容化する。しかし、最終的には倒されてしまう。
グールによりあらゆる知識を得ると同時に、グールの侵食によって宇宙を消し去ってしまう事を望んでいた。
改変後の世界では本名である「ジャラベール」として活動しており、ケスラープロジェクトにも携わっているが、改変前のように歪んだ野望を抱いているような素振りは見せていない。
- 小説

ストーリー上では不要と判断されたためか、マザコン的一面については言及されていない。
グールの猛攻により窮地に立たされたヴェルンスに、エクソダス計画を提案するが、実はそれは自身がグールの力を手に入れるための利用手段に過ぎなかった。
計画発動の際に、自分の精神を強化型インテグラルシステムに移し、みさきの精神に侵入しようとするものの、一人ウォッチャーズネストに留まっていたプリムによって阻止されてしまう。
ウォルフガング・ヴェルンス
声：沢木郁也
ウォッチャーズ・ネスト防衛部門統合参謀部司令、すなわち基地の軍事部門における最高司令官。階級は中佐。
厳格な性格だが、部下を戦地へ送り、犠牲にする事に対しては心を痛める感情的な一面も併せ持っている。
最高司令官という立場ではあるが、ウォッチャーズ・ネスト内の主要部門の実権を握っていたのはルブランであり、彼には傀儡としてしか見なされていなかった。
ルーク・ウォーカー
声：大友龍三郎
みさき達セラフィム候補生の訓練の監督を務める鬼教官。階級は軍曹。
セラフィム隊員の選抜は非常に特殊なプロセスで行われているため、地球での予備課程からみさき達の教官を務めていた。
最終的に教え子であったみさき達がセラフィムに配属された事により、立場が逆転してしまった（候補生全員が少尉に任官されたため）が、それまでの厳しい態度とは異なり、彼女らに敬語を使うなど、軍人気質の持ち主。女性の涙が苦手らしい。
ブリジット・ユン
声：渡辺明乃
セラフィムの隊員を務める女性で、階級は中尉。主にランパート・キャリアの操縦を担当している。
小説版にも同名の人物が登場するが、こちらは管制官を務める軍曹。
叩き上げの下士官で、ルクサンドラの対グールのシミュレーターを担当した。
アゼベド
声：鈴村健一
セラフィムの男性隊員で、階級は大尉（「魂の解体新書『ダイバージェンス・イヴ』」での表記。作中のクレジットでは中尉）。
小説版ではキリの所属する隊の中隊長を務める。
モロゾフ
声：室園丈裕
ウォッチャーズ・ネストの数理理論主任。
軍部やアルケミーからは中立的立場をとっており、ウォッチャーズ・ネストのオブザーバー的存在。
小説では天文班主任となっているが、オブザーバー的立場は共通している。
ノデラ
声：鈴村健一
ウォッチャーズ・ネストの技術開発主任を務める男性。
ライアーが地球に降下する際には、小規模の量子障壁を展開する銃など様々なツールの開発に携わっている。
司令室のオペレーターを担当している百田凜に気があったらしく、密かにアプローチを掛けていた模様。
その甲斐あってか、エクソダス・プロジェクト発動の後に彼女と結婚し、一人の女児をもうけている。
百田凜（ももだ りん）
声：川崎恵理子
ウォッチャーズ・ネストの司令室オペレーター。
エクソダス・プロジェクト発動後、ノデラとの間に女児を授かっている。
「魂の解体新書『ダイバージェンス・イヴ』」では、趣味は料理であるもののその腕前は殺人的で、本人には自覚がないという裏設定が明かされている。
コムリー・ロートブラット
声：渡辺明乃
ウォッチャーズ・ネストの医務局員。セラフィム隊員及び候補生のメディカルチェックを担当している。
アリス・ポーリング
声：松来未祐
コムリーの部下。普段は軍服だが、たまにナース服を着用している。

### その他
紅葉十三（くれは じゅうぞう）
声：平田広明
みさきの父。大胆且つ飄々とした性格の持ち主。
妻・アカリが病死した後、軍務のため、幼いみさきを残し、ウォッチャーズ・ネストで任務に当たっていたが、着任から3年後、事故により殉職。
後に、訓練中に量子コア深部に迷い込んだみさきの前に、死体兵となって現れる。享年31。
ケスラー配列を持つデザイナーズ・チルドレンの一人で、生後はアルケミー本部敷地内にある、デザイナーズチルドレン養育・研究用私設内で少年時代を過ごした。
みさき同様、彼がウォッチャーズ・ネストへ派遣されたのもアルケミーの意図的によるものである。
連合軍海上基地にも所属していた事があり、時間障壁を越えてやって来たライアーとも接触している。
彼女や訓練仲間達とトランプをした際には驚異的な視力と動体視力を発揮しており、これは彼がデザイナーズ・チルドレンである事に起因している。
ケルビムの惨劇で仲間が次々とミイラ（死体兵）化していく中で、自身の出生の秘密を知り、衝撃を受けるも、最期まであがき続けた。
『みさきクロニクル』にて、遺跡内でみさきと邂逅を果たし、「幸せに生きろ」と自分の認識票を渡して姿を消す。
紅葉アカリ（くれは あかり）
声：天野由梨
みさきの母。
十三と結婚する前は病棟に勤務する看護婦だったが、十三が訓練中に起こした事故の発生時に偶然居合わせ、その後彼の看病をした事をきっかけに、次第に十三に惹かれ、結婚するに至った。日本人の血を受け継いではいるものの、日本食に関しては全くの素人だったらしく、自身にうどんの打ち方などを教えてくれた十三のプロポーズに対しても「弟子になってくれの間違いではないか」と苦笑している。
軍の任務で遠地へ向かった十三を娘と共に気丈に待ち続けていたが、病気のため若くしてこの世を去った。享年24。
病で短命な自分を、自身が医者だったら助けられたかもしれないと悔やむ十三に対し、「十三が軍人で事故に遭っていなかったら自分とあの時出逢わなかった」と諭すが、実際は十三が持つグールが与えた遺伝子を、第二世代に引き継がせるだけの要素を先天的に満たした女性として選抜されたに過ぎず、十三との出会いも初めから仕組まれたものだった。
短命だったのは、生まれつき持つ遺伝子の特殊性と、グールの与えた遺伝子を持つみさきを胎内に宿した事に起因する可能性もあるとされている。
バーナード・ファイアスター
声：吉野裕行
報道機関『ニュース・オブ・ギャラクシー』のジャーナリストで、愛称は「バーニィ」。アニメ版のみ登場。
連邦政府の正式な窓口を通じてウォッチャーズ・ネストの取材に訪れたが、その正体は、ネストの真相を探るために地球側から送られた宇宙開発反対を唱える過激派組織のエージェント（『ニュース・オブ・ギャラクシー』自体、ウォッチャーズ・ネストに否定的なメディアである）。
ウォッチャーズ・ネスト側が何かを隠匿している事を疑い、セラフィムの訓練に取材として同行する（無闇に詮索される事を避けるため、ライアーが独断で許可した）。
しかし、その時偶然にもグールを目にした事で、彼の疑問は更に深まる事となる。密かにコトコにトロイの木馬式プログラムを仕込んでいた彼は、データの読み取りを試みるが、全てのデータは得られなかった。そんな折、スサーナの除隊に落ち込んでいるみさきを見つけ、みさきを利用しようと画策。
彼女を唆し、ウォッチャーズ・ネストの調査を開始する。だが、その様子はルブランとプリムに監視されており（実態を探るため泳がせていた）、「みさきに対する精神的活性剤」という役目が済めば不要となる事から、ルブランからは「触媒」と比喩された。
みさき達の前では少し気弱な好青年を演じていたが、行方がわからなくなったみさきを置き去りにしたまま帰還しようとする等、本性は目的のためには手段を選ばない冷酷な性格で、警備員の目を欺くためにみさきとキスをしたり、「父親がウォッチャーズ・ネストで行方不明になった」と偽ってみさきの同情を得る等、大胆且つ計算高い曲者である。みさきと共にコア内部まで侵入、データを入手した後、死体兵に襲われたみさきを救出するためライアーが駆けつけ、ネストに帰還。正式なルートで取材に来たので、拘束するには地球側の許可が必要とされ、逮捕は免れていた。それを良い事にみさきに関しても調査を続けていたが、ケスラープロジェクト等、ルブランが極秘に進めていた計画も知ってしまっていたため、ルブランによって射殺されてしまう。
『みさきクロニクル』第2話ではみさきと同じ士官学校の生徒として登場しており、ライアーを驚かせた。尚、その時空の彼はみさきとの面識はない。
ジム・グレン
声：仲野裕
士官学校時代にみさきが出会った軍人。『みさきクロニクル』にて登場。階級は中尉。
ウォッチャーズ・ネストへの派遣候補にも挙がっていたが選抜からは漏れてしまい、地球に留まる事を決めた。
みさきがウォッチャーズ・ネストを目指す要因を作ったとも言える人物。
みさきの父・十三とは士官学校時代からの友人だった。
石川五右衛門
声：矢尾一樹
『みさきクロニクル』で、16世紀末（1594年）の日本へと降り立ったライアーが出会った、「紅の葉」という二つ名を持つ伊賀の国の兵法者。
秀吉の朝鮮出兵等の政策に反対している勢力に所属しており、多数の人々が出兵により無駄死にしていく悲劇を阻止するため、行動していた。
太閤暗殺を図るも、秀吉に憑いたグールの攻撃により重傷を負い、ライアーに助け出される。
ライアーの看護により回復した後、再び秀吉暗殺のため彼女の元を去るが、その途中、みさきの変容体に遭遇し、撃退を試みる。しかし、圧倒的な力に手も足も出ず、再びライアーに助けられる事となった。短い時間の間にライアーと心を通わせるが、ライアーが時間障壁が不安定になったため帰還を余儀なくされ、別れを告げた。その際に自身の本名を明かしている事から、ライアーに対しては特別な感情を抱いていた事がうかがえる。
史実上に実在する人物で、彼の人物像については後世に創られたものが殆どだが、釜茹での刑に処せられた事は現存する文献に記録が残っている事から事実だったとされており、また、伊賀の国で忍術を体得した後、関白秀次の命を受け、実際に秀吉暗殺を試みたとも語られている。おそらく、ライアーとの別れの後、彼は処刑される運命にあると思われ、みさきやライアーの努力によってでもそれを変える事は出来なかった。
「紅の葉」という二つ名から、彼はみさきの祖先である可能性がある。ただし、彼の精神にみさきの意志は直接投影されていない。
三浦五十鈴（みうら いすず）
声：高木礼子
美術学校に通う学生で、将来はヨーロッパで著名な画家の作品を見るのが夢。米内（よない）という婚約者がいる。
アニメと小説とでは立ち位置が全く異なっており、アニメ版ではルクサンドラに似た容姿をしている。
- アニメ

米内が貧困に喘ぐ農村を救うべく、首相官邸にクーデターを起こす事を決め、もう会えなくなるという旨を彼からの手紙で知るも、自分の小さな願望のために彼の理想を犠牲にする事は出来ないと考えており、「悲しい出来事」を止めなければと考えるみさきの主張に対しても、「これが自分の運命ならば止めてはならず、受け入れなければならない」という考えを示している。
みさきの悲しみと同質のものを抱いている事から、五十鈴自身も本来の時間の中には存在しておらず、みさきが自己の一部として新たに作り出した人物の可能性も考えられる。ルクサンドラに似た容姿をもつのもそのためであるとも考えられる。
- 小説

時間障壁の影響で、1936年の地球に降り立ったライアー、みさき、コトコ-01が出会った女性。
人物設定は同じであるものの、婚約者・米内が死にゆく運命にある事に対して諦観していたアニメ版と異なり、「悲しい未来を変えたい」という願望が強い。
実はみさきの遠縁にあたり、米内の所属する反乱軍がクーデターを起こし、その後彼らが殺される事を事前に感知した事で、彼らに待ち受ける運命や今後の未来を変えるべく、自らの存在の時間幅を押し広げ、スペキュラーと一体化。地球に発生した時間障壁は、彼女の「未来を変えたい」という思いが強かったために生じたものだった。
反乱軍蜂起の妨害を試みるが、逆に米内が無残に銃殺される結果となってしまう。その事で逆上し、怒りに任せて残りの兵士達を殺そうとするが、変容体となったみさきに諭され、どんなに辛い未来でも自分の時間を生きてゆかねばならないと悟る。その後、スペキュラーと分離し、地球の時間軸も元の正常な状態に戻った。
キリの弟
声：福山潤
本名は不明。姉であるキリが軍に志願した後は、一人貧しい家で暮らしていた。
キリからは軍についての話は殆ど聞かされなかったが、一回だけ、写真を同封した手紙を送られている。
「あんたが持っていた方が良い」と彼がライアーに渡したその写真が、ライアーにみさきの存在を確信させるものとなる。
もう一人のみさき
声：かかずゆみ
ノデラと百田凜との間に生まれた子供。両親の希望で命名者となったライアーに「みさき」と名付けられた。
最終話にて、惑星移住計画に両親と共に参加する。幼少時のみさきと瓜二つの容姿を持つ。
ブルースタイン
地球に降り立ったライアーが訪問したスサーナの父親で、階級は准将。小説版のみ登場。
スサーナに対しては、将官の階級を持つ妻（スサーナの母親）のようになる事を強く望んでいた。
しかし、スサーナの挫折を知り、彼女以外に他に子供がいなかったためとは言え、エンジニアを夢見ていた一人娘を半ば強制的な形で軍人の道を歩ませた事に対しては後悔の念を抱いていた。一個人としてライアーと話をしていたためとも考えられるが、意外に物腰の柔らかい男性。
少女
本名は不明。休暇中にみさきが出会った少女。無表情且つ寡黙で、親もおらず、夜になっても路地裏で一人落書きをしていた。
以前グール（スペキュラー）を幾度か目撃していたようで、落書きの絵もグールの姿そのもの。
みさきと共にスペキュラーに遭遇した時はひどく怯えており、ライアーが駆け付けた後に、グールに関する記憶消去のため軍の隔離施設に送られてしまう。
しかしながら、スペキュラー遭遇によるショックは大きく、施設内の部屋でもグールの絵を描き続けていた。
『みさきクロニクル』の改変後の世界では、見違える程に明るい表情を見せている。
コムリー
8年前、まだ新米士官だった頃のライアーの指導教官。小説版のみの登場。階級は少佐。
練習用の複座型戦闘艇による大気圏外航行訓練中に、150年前に打ち上げられたトラップ衛星に遭遇。
ライアーを救うためにイジェクションシートごと自身を切り離し、命を落とした。